# Deathstalker IV: Match of Titans
Deathstalker IV: Match of Titans (Match di Titani) è un film del 1990, diretto da Howard R. Cohen. È il quarto film della serie cinematografica Deathstalker composta da quattro film diretti da vari registi. In quest'ultimo capitolo della serie, il produttore Roger Corman, utilizza come regista Howard R. Cohen, già sceneggiatore del precedente capitolo.

## Trama
Cominciò come una disputa di forza, una sfida per adescare concorrenti nell'arena principale del castello di una Regina. Tra i guerrieri c'è un campione Deathstalker comodamente, per sconfiggere tutti gli oppositori. Misteriosamente, i combattenti scompaiono dal castello uno alla volta. Ci sarà una battaglia fra Titani, Deathstalker deve difendere i suoi amici contro un esercito invincibile di Guerrieri di pietra e la cattiva Regina.